# 外阴干枯症
外阴干枯症、外阴干皱（英語：Kraurosis vulvae），是一类妇科外阴和阴道皮肤干枯和萎缩症状，经常与内部组织的慢性炎症反应有关。

## 相关
- 干燥性闭塞性龟头炎（英语：Balanitis xerotica obliterans）
- 皮肤病列表